# Bellevue (Ohio)
Bellevue è un comune degli Stati Uniti d'America, situato nello stato dell'Ohio, diviso tra la contea di Sandusky, la contea di Erie e la contea di Huron.